# Lepido (nome)
Lepido  è un nome proprio di persona italiano maschile.

## Varianti
- Ipocoristici: Lepo[2]
- Femminili: Lepida[1][3]

## Origine e diffusione
È un nome rinascimentale di matrice classica, che gode oggi di scarsissima diffusione. Riprende il cognomen o supernomen latino Lepidus, tipico di alcune antiche gentes romane, tra cui l'Aemilia. La sua etimologia è incerta. 
È accentrato al Centro e al Nord, in particolare in Emilia-Romagna.

## Onomastico
Nessun santo porta questo nome, che quindi è adespota; l'onomastico può essere festeggiato in occasione di Ognissanti, il 1º novembre.

## Persone
- Marco Emilio Lepido, politico romano
- Lepido Rocco, educatore e storico italiano